# Ginés Pérez de Hita
Ginés Pérez de Hita (* 1544 in Mula, Murcia; † 1619), ein spanischer Romancier, war der bedeutendste Romanschriftsteller des Siglo de Oro in der Region Murcia. Er verfasste neben anderen Werken die Historia de las guerras civiles de Granada.

## Leben

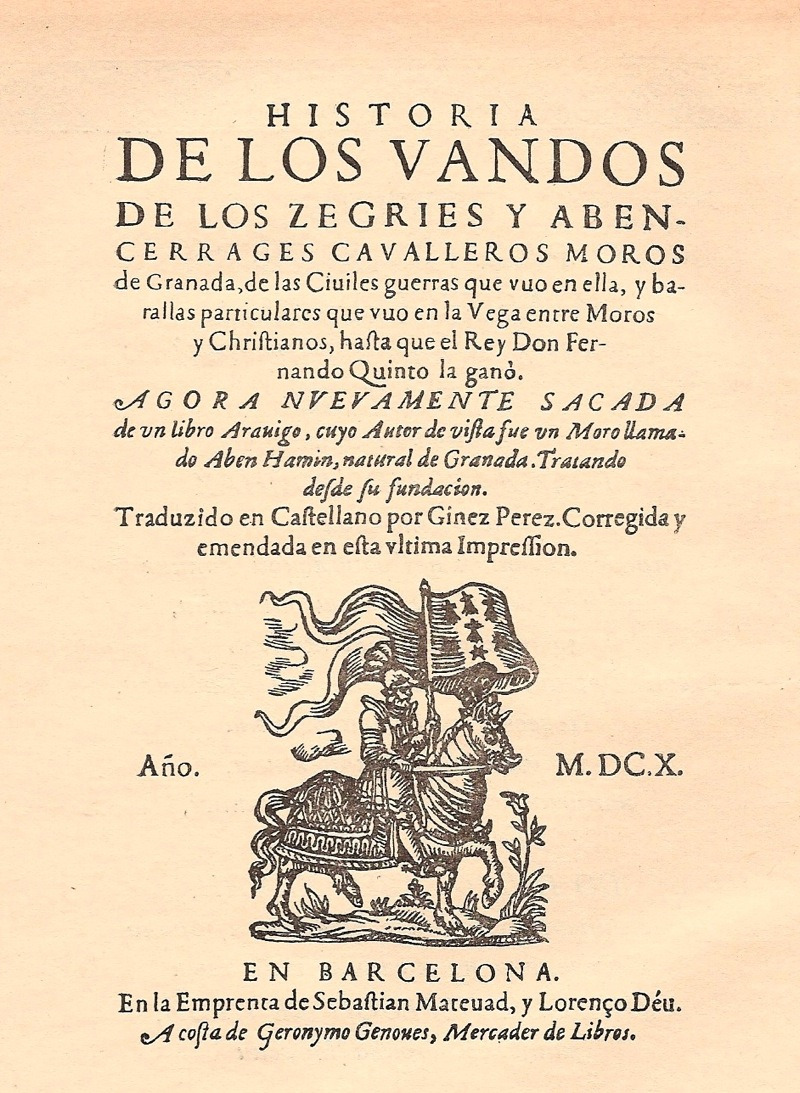
Frontseite der Historia de los bandos de los zegríes y abencerrajes.

Ginés Pérez de Hita wurde wahrscheinlich 1544 in Mula geboren. Er war 25 Jahre alt, als er an der Rebelión de las Alpujarras im guerra contra los moriscos teilnahm. Seine Bücher Bello troyano und Libro de la población y hazañas de la ciudad de Lorca bezeugen seine Kenntnisse von diesen Ereignissen. Diese epischen Gedichte waren auch die Vorlage für sein Hauptwerk Las guerras de Granada, welches durch seine brillante Form das Genre des Historischen Romans begründete. 
Sein Werk Historia de los bandos de los zegríes y abencerrajes, caballeros moros de Granada, de las civiles guerras que hubo en ella... hasta que el rey don Fernando quinto la ganó (dt. "Geschichte der Banden von Zegríes und Abencerrajes, maurischer Ritter von Granada, von Bürgerkriegen die es dort gab... bis der König Herr Fernando V. gewann") erschien im ersten und interessantesten Teil 1595 in Zaragoza. Es erzählt von den Rivalitäten zwischen Zegríes und Abencerrajes, Kämpfen und Duellen zwischen Christen und Mauren und vermittelt ein lebendiges Bild von Granada am Ende des 15. Jahrhunderts, kurz vor dem Ende der Reconquista. Sein Werk beflügelte die populären Vorstellungen und erschuf die Untergattung des Romancero Nuevo (romance morisco), welche von Lope de Vega und anderen oft weiterbenutzt wurde. 
Der zweite Teil erschien 1619 in Cuenca und erzählte von der Rebellion der Morisken von las Alpujarras, in der der Verfasser unter dem Befehl von Luis Fajardo y de la Cueva, dem zweiten Marqués de los Vélez teilnahm. Ginés fügte Romancen in den Text ein, von denen einige von ihm selbst stammen. Man erkennt in diesem Teil den Einfluss von La Austriada von Juan Rufo. Am Ende des Buches beklagt Pérez de Hita mutig die völlige Vertreibung der Morisken. Sein Werk übte auf die nationale Literatur großen Einfluss aus (z. B. bei Calderón, Francisco Martínez de la Rosa, Manuel Fernández y González, Pedro Antonio de Alarcón etc.) und darüber hinaus auch auf die europäische Literatur (Übersetzungen ins Englische erfolgten 1801, ins Französische 1809 und ins Deutsche 1821), was kennzeichnend war für die Wertschätzung des Arabischen von Denkern des 18. und 19. Jahrhunderts, wie zum Beispiel (La Fayette, Chateaubriand, Washington Irving etc.)
Seine Welt war die Umgebung der Handwerker im Gebiet von Murcia. Aus der Werkstatt von «Ginés Pérez, zapatero» entsprangen Kutschen und Erfindungen für die Feiern, welche die Stadt veranstaltete. Es sind auch Gedichte und Dramen erhalten, die zu solchen Anlässen aufgeführt wurden. Viele Jahre später, nach der Veröffentlichung seiner "Historia" arbeitete er mit viel berühmteren Männern zusammen für die Exequien von Felipe II die in Murcia abgehalten wurden. Als Repräsentant der Volkskultur konnte Perez de Hita dabei nicht erfolgreich als Dichter auftreten, auch wenn er zwei lange Gedichte beitrug. Ihm fehlte die humanistische und höfische Bildung, obwohl er sich durch seine Lektüre eine fragmentarische literarische Bildung angeeignet hatte. Beispielsweise den Orlando Furioso kannte er gut, grundlegenden Einflüsse, deren Reichweite und Abstufungen, wurden schon von Máxime Chevalier genauestens dargelegt. Er war auch bekannt mit den Höfischen Romanen und mit Chroniken und Abhandlungen über die Endzeit des Königreichs von Granada und man nimmt an, dass er auch die Romanceros (alt und neu) kannte, wodurch allen seinen Erzählungen Wahrhaftigkeit bescheinigt werden kann. Diese Lektüre, die mit großer Sensibilität verbunden wurden, regten seine Fantasie an und seine Kunstfertigkeit verband die historische Wahrheit mit der poetischen Wahrheit, wodurch sich die Grenzen zwischen Realität und Fiktion in einer geschlossenen poetischen Welt verwischten.